# Irina Povolotskaja
Irina Povolotskaja (russisk: Ири́на И́горевна Поволо́цкая) (født 2. oktober 1937 i Moskva i Sovjetunionen) er en sovjetisk filminstruktør og manuskriptforfatter.

## Filmografi
- Tainstvennaja stena (Таинственная стена, 1967)[1][2]
- Alenkij tsvetotjek (Аленький цветочек, 1977)